# Matar es morir un poco
Matar es morir un poco, también conocida como Two to Tango (en inglés: Dos para el tango), es una película argentina-estadounidense de suspenso de 1989 dirigida por Héctor Olivera y protagonizada por Don Stroud, Adrianne Sachs, Duilio Marzio y Michael Cavanaugh. El guion es de Yolande Turner y José Pablo Feinmann, con diálogos adicionales de Beverly Gray, y está basada en la novela Últimos días de la víctima de Feinmann. No fue exhibida comercialmente en Argentina y se estrenó en Estados Unidos el 1 de febrero de 1989. Fue filmada en Eastmancolor en la Ciudad de Buenos Aires.

## Sinopsis
Un asesino profesional que no desea continuar como tal recibe de su empleador –una misteriosa “Compañía”- el encargo de matar a una última víctima en Buenos Aires. En esa tarea se enamora de la amante de su objetivo y le propone irse juntos a Nepal, pero de repente todo se complica.

## Otras versiones deÚltimos días de la víctima
Sobre la misma novela de José Pablo Feinmann fue filmada la película argentina Últimos días de la víctima (1982), dirigida por Adolfo Aristarain, y una película cubano-francesa para televisión titulada Les derniers jours de la victime, de Bruno Gantillon, estrenada el 4 de septiembre de 1995 en Francia.

## Reparto
- Don Stroud	...	James Conrad
- Adrianne Sachs	...	Cecilia Lorca
- Duilio Marzio	...	Paulino Velasco
- Michael Cavanaugh...	Dean Boyle
- Alberto Segado	...	Lorenzo 'Lucky' Lara
- Francisco Cocuzza	...	Carlos Pino
- Golde Flami	...	Hilda Levin
- Nathán Pinzón	...	Morelos
- Juan José Ghisalberti	...	Joseph Levin
- Ricardo Hamlin	...	Bates
- Jose Luis Cabrera	...	Bailarín de tango
- Pablo Novak	...	Sergio
- Adriana Salonia	...	Adela
- Ana Maria Vita	...	Huésped 1 del hotel
- Alejandra De Luiggi	...	Huésped 2 del hotel
- Flavia Aberg Cobo ...	Azafata 1
- María Fournery ...	Azafata 2
- Armando Capó		...	Ángelo
- Ricardo Fasan	...	Paolo Basso
- Lilian Rinar	...	Mujer rubia
- Gianni Fiore	...	Empleado de Aduana
- Daniel Ripari	...Gyardaespaldas 1
- Arturo Noal	...	Guardaespaldas 2
- Rubén Bermúdez	...	Guardaespaldas 3
- Nestor Cannichio	...	Chofer de Lara
- Gastón Durán	...	Conductor de autobús
- Enrique Latorre		...	Conductor del texímetro
- Marisa Saenz		...	Gerente de hotel
- Jorge Sabate ..	Hombre de negocios 1
- Carlos Baravalle	...	Hombre de negocios 2
- Héctor Ezcurra	...	Hombre de negocios 3
- Ana María Ambas		...	Mujer en la fiesta
- Ricardo Barrio		...	Empleado en cabaret
- Juan G. Rummerfeldt	...	Germán
- José Andrada
- Martín Coria